# 着衣着火
着衣着火（ちゃくいちゃっか）は、（人間の）衣服に引火する災害事故のこと。

## 着衣着火の問題
家庭内での例としては、「ガスこんろ」の使用中に袖から燃え移ったり、「電気ストーブ」などの熱源や「ろうそく」「たばこの火」に接触して発火するなど。
米国や英国などでは、寝具（子供用パジャマ、マットレスなど）を対象に防炎規制が実施されている。しかし、日本では、一般家庭における製品の防炎性能義務付けは行われていない。
- 日本国内
  - 2018年-2022年の5年間の着衣着火による死亡人数は501人で、毎年100名前後が命を落としている。 - 総務省消防庁『消防統計』[3]
  - 平成17年度-平成21年度の5年間に、86件の「着衣着火」事故が起き、39件が死亡事故に至った。- 2011年（平成23年）1月20日付の、製品評価技術基盤機構 (NITE)による発表[1]。
- 東京消防庁管内では平成22年中に、66件の「着衣着火」事故が起き、3名の死者、58名の負傷者が発生している（速報値）[4]。

## 表面フラッシュ現象
生地表面の毛羽から引火し、一瞬にして衣服全体に火がまわる（走る）現象で、「フラッシュスプレッド現象」という呼称もある。
綿・レーヨン・キュプラなどの素材で「毛羽」のあるもの（ネル地など）が、特に危険とされている。洗濯を重ねるうちに毛羽立ちは著しくなる傾向にある。

## 着衣着火の予防
着衣着火から自身や大切な者を守るものとして、日本防炎協会が認定するエプロン、割烹着、アームカバーなどの防炎の衣服類がある。防炎製品として認定された衣服類には、炎のマークが目印のラベルが付けられている。何度洗濯をしても燃えにくさを維持できるか確認（耐洗濯性能）されたり、接する肌や口に含んだ時に問題がないか確認（毒性審査）されたものが防炎製品として認定されている。衣服類のほかにも火災予防に役立つ様々なものが防炎製品として認定されている。

## 引火した場合の対処
NITEが推奨する対処法
1. もし、素早く衣服を脱げる状況であれば、脱ぐ。
2. 水道があればもちろん、そうでなくとも、飲み物や花瓶の水など、手近にあるものをかぶる。
3. いかなる水も近くにない場合は、決して走り回らず、地面に火を押し付けて消す（窒息消火法）。
4. 火が消えたら、119番。

## 事件・事故
2021年12月22日、栃木県宇都宮市の文星芸術大学で、美術学部の21歳の女子学生が作品制作で鉄板をグラインダーで切る作業を1人で行い、火花から服に引火し、最終的に学生自ら室内の水道で頭から水をかぶり消火できたが、死亡した。学生は注意事項を守って燃えにくいつなぎ・ゴーグル・手袋の着用などをしていたが、インナーにフリースのような燃えやすいものを着用しており火花が首元に入り引火したと見られる。